# Пієра
Піє́ра (кат. Piera) - муніципалітет, розташований в Автономній області Каталонія, в Іспанії. Код муніципалітету за номенклатурою Інституту статистики Каталонії - 81614. Знаходиться у районі (кумарці) Анойя (коди району - 06 та AI) провінції Барселона, згідно з новою адміністративною реформою перебуватиме у складі Центральної баґарії (округи). 

## Населення
Населення міста (у 2007 р.) становить 13.652 особи (з них менше 14 років - 17,8%, від 15 до 64 - 67,5%, понад 65 років - 14,7%). У 2006 р. народжуваність склала 196 осіб, смертність - 97 осіб, зареєстровано 75 шлюбів. У 2001 р. активне населення становило 4.842 особи, з них безробітних - 512 осіб.

Серед осіб, які проживали на території міста у 2001 р., 7.162 народилися в Каталонії (з них 2.689 осіб у тому самому районі, або кумарці), 2.452 особи приїхали з інших областей Іспанії, а 434 особи приїхали з-за кордону. 

Університетську освіту має 6,7% усього населення. 

У 2001 р. нараховувалося 3.469 домогосподарств (з них 16,9% складалися з однієї особи, 29,3% з двох осіб,22,3% з 3 осіб, 20,5% з 4 осіб, 7,5% з 5 осіб, 2,3% з 6 осіб, 0,7% з 7 осіб, 0,2% з 8 осіб і 0,2% з 9 і більше осіб).

Активне населення міста у 2001 р. працювало у таких сферах діяльності : у сільському господарстві - 2,4%, у промисловості - 36,1%, на будівництві - 13,3% і у сфері обслуговування - 48,2%. 

 У муніципалітеті або у власному районі (кумарці) працює 2.496 осіб, поза районом - 2.537 осіб.

### Доходи населення
У 2002 р. доходи населення розподілялися таким чином :
| \| Доходи населення за статтями доходів \| Доходи населення за статтями доходів \| Доходи населення за статтями доходів \| \| Рік \| 2002 р. \| 2001 р. \| \| ------------------------------------ \| ------------------------------------ \| ------------------------------------ \| \| Заробітна платня \| 57,8% \| 59,1% \| \| Доходи від ведення бізнесу \| 23,3% \| 22,7% \| \| Соціальна допомога \| 18,8% \| 18,2% \| |         |         |
| Доходи населення за статтями доходів |         |         |
| Рік | 2002 р. | 2001 р. |
| Заробітна платня | 57,8%   | 59,1%   |
| Доходи від ведення бізнесу | 23,3%   | 22,7%   |
| Соціальна допомога | 18,8%   | 18,2%   |

### Безробіття
У 2007 р. нараховувалося 553 безробітних (у 2006 р. - 530 безробітних), з них чоловіки становили 37,8%, а жінки - 62,2%.

## Економіка
У 1996 р. валовий внутрішній продукт розподілявся по сферах діяльності таким чином :
| \| Валовий внутрішній продукт \| Валовий внутрішній продукт \| Валовий внутрішній продукт \| \| Рік \| 1996 р. \| 1991 р. \| \| -------------------------- \| -------------------------- \| -------------------------- \| \| Сільське господарство \| 5,1% \| 3,6% \| \| Промисловість \| 43,2% \| 57,7% \| \| Будівництво \| 11,2% \| 10,9% \| \| Послуги \| 40,5% \| 27,8% \| |         |         |
| Валовий внутрішній продукт |         |         |
| Рік | 1996 р. | 1991 р. |
| Сільське господарство | 5,1%    | 3,6%    |
| Промисловість | 43,2%   | 57,7%   |
| Будівництво | 11,2%   | 10,9%   |
| Послуги | 40,5%   | 27,8%   |

### Підприємства міста

#### Промислові підприємства
| \| Промислові підприємства міста, за сферою діяльності \| Промислові підприємства міста, за сферою діяльності \| Промислові підприємства міста, за сферою діяльності \| \| Рік \| 2002 р. \| 2001 р. \| \| --------------------------------------------------- \| --------------------------------------------------- \| --------------------------------------------------- \| \| Енергетичні та водні ресурси \| 7,1% \| 5,5% \| \| Хімія та метали \| 9,7% \| 9,1% \| \| Переробка металів \| 29,2% \| 30,9% \| \| Продукти харчування \| 13,3% \| 14,5% \| \| Текстиль \| 25,7% \| 25,5% \| \| Виробництво меблів, видання \| 8% \| 7,3% \| \| Інше \| 7,1% \| 7,3% \| \| Усього підприємств \| 113 \| 110 \| |         |         |
| Промислові підприємства міста, за сферою діяльності |         |         |
| Рік | 2002 р. | 2001 р. |
| Енергетичні та водні ресурси | 7,1%    | 5,5%    |
| Хімія та метали | 9,7%    | 9,1%    |
| Переробка металів | 29,2%   | 30,9%   |
| Продукти харчування | 13,3%   | 14,5%   |
| Текстиль | 25,7%   | 25,5%   |
| Виробництво меблів, видання | 8%      | 7,3%    |
| Інше | 7,1%    | 7,3%    |
| Усього підприємств | 113     | 110     |

#### Роздрібна торгівля
| \| Підприємства роздрібної торгівлі міста, за сферою діяльності \| Підприємства роздрібної торгівлі міста, за сферою діяльності \| Підприємства роздрібної торгівлі міста, за сферою діяльності \| \| Рік \| 2002 р. \| 2001 р. \| \| ------------------------------------------------------------ \| ------------------------------------------------------------ \| ------------------------------------------------------------ \| \| Продукти харчування \| 32,9% \| 33,5% \| \| Одяг та взуття \| 19,5% \| 17,4% \| \| Товари для дому \| 15,9% \| 14,9% \| \| Книги та періодичні видання \| 1,2% \| 1,2% \| \| Промислова хімічна продукція \| 9,1% \| 10,6% \| \| Продукція, пов'язана з транспортними засобами \| 3% \| 3,7% \| \| Інше \| 18,3% \| 18,6% \| \| Усього підприємств \| 164 \| 161 \| |         |         |
| Підприємства роздрібної торгівлі міста, за сферою діяльності |         |         |
| Рік | 2002 р. | 2001 р. |
| Продукти харчування | 32,9%   | 33,5%   |
| Одяг та взуття | 19,5%   | 17,4%   |
| Товари для дому | 15,9%   | 14,9%   |
| Книги та періодичні видання | 1,2%    | 1,2%    |
| Промислова хімічна продукція | 9,1%    | 10,6%   |
| Продукція, пов'язана з транспортними засобами | 3%      | 3,7%    |
| Інше | 18,3%   | 18,6%   |
| Усього підприємств | 164     | 161     |

#### Сфера послуг
| \| Підприємства міста, що працюють у сфері послуг, за діяльністю \| Підприємства міста, що працюють у сфері послуг, за діяльністю \| Підприємства міста, що працюють у сфері послуг, за діяльністю \| \| Рік \| 2002 р. \| 2001 р. \| \| ------------------------------------------------------------- \| ------------------------------------------------------------- \| ------------------------------------------------------------- \| \| Гуртова торгівля \| 6,6% \| 6,9% \| \| Готелі та готельний бізнес \| 18,1% \| 18,8% \| \| Транспорт та зв'язок \| 28,9% \| 26,7% \| \| Посередницькі фінансові послуги \| 2,6% \| 2,4% \| \| Послуги підприємствам \| 3,9% \| 3,5% \| \| Послуги фізичним особам \| 28,6% \| 28,8% \| \| Нерухомість та ін. \| 11,2% \| 12,8% \| \| Усього підприємств \| 304 \| 288 \| |         |         |
| Підприємства міста, що працюють у сфері послуг, за діяльністю |         |         |
| Рік | 2002 р. | 2001 р. |
| Гуртова торгівля | 6,6%    | 6,9%    |
| Готелі та готельний бізнес | 18,1%   | 18,8%   |
| Транспорт та зв'язок | 28,9%   | 26,7%   |
| Посередницькі фінансові послуги | 2,6%    | 2,4%    |
| Послуги підприємствам | 3,9%    | 3,5%    |
| Послуги фізичним особам | 28,6%   | 28,8%   |
| Нерухомість та ін. | 11,2%   | 12,8%   |
| Усього підприємств | 304     | 288     |

## Житловий фонд
У 2001 р. 5,2% усіх родин (домогосподарств) мали житло метражем до 59 м2, 32% - від 60 до 89 м2, 37,1% - від 90 до 119 м2 і
25,6% - понад 120 м2.

З усіх будівель у 2001 р. 46,9% було одноповерховими, 44,7% - двоповерховими, 7,5
% - триповерховими, 0,7% - чотириповерховими, 0,2% - п'ятиповерховими, 0% - шестиповерховими,
0% - семиповерховими, 0% - з вісьмома та більше поверхами.

## Автопарк
| \| Автомобілі, зареєстровані у місті, за призначенням \| Автомобілі, зареєстровані у місті, за призначенням \| Автомобілі, зареєстровані у місті, за призначенням \| \| Рік \| 2006 р. \| 2005 р. \| \| -------------------------------------------------- \| -------------------------------------------------- \| -------------------------------------------------- \| \| Приватні автомобілі \| 67,1% \| 67,2% \| \| Мотоцикли \| 8,7% \| 7,6% \| \| Вантажівки \| 19% \| 20,1% \| \| Трактори \| 0,7% \| 0,8% \| \| Автобуси та ін. \| 4,6% \| 4,3% \| \| Усього автомобілів \| 9.029 шт. \| 9.832 шт. \| |           |           |
| Автомобілі, зареєстровані у місті, за призначенням |           |           |
| Рік | 2006 р.   | 2005 р.   |
| Приватні автомобілі | 67,1%     | 67,2%     |
| Мотоцикли | 8,7%      | 7,6%      |
| Вантажівки | 19%       | 20,1%     |
| Трактори | 0,7%      | 0,8%      |
| Автобуси та ін. | 4,6%      | 4,3%      |
| Усього автомобілів | 9.029 шт. | 9.832 шт. |

## Вживання каталанської мови
У 2001 р. каталанську мову у місті розуміли 96,8% усього населення (у 1996 р. - 97,4%), вміли говорити нею 78,5% (у 1996 р. - 
80,9%), вміли читати 75,1% (у 1996 р. - 77,8%), вміли писати 49,6
% (у 1996 р. - 49,2%). Не розуміли каталанської мови 3,2%.

## Політичні уподобання
У виборах до Парламенту Каталонії у 2006 р. взяло участь 4.758 осіб (у 2003 р. - 4.776 осіб). Голоси за політичні сили розподілилися таким чином:
| \| Вибори до Парламенту Каталонії \| Вибори до Парламенту Каталонії \| Вибори до Парламенту Каталонії \| \| Рік \| 2006 р. \| 2003 р. \| \| -------------------------------------- \| ------------------------------ \| ------------------------------ \| \| Конвергенція та Єднання (CiU) \| 32,3% \| 36,3% \| \| Соціалістична партія Каталонії (PSC) \| 28,6% \| 28,6% \| \| Народна партія (PP) \| 9,3% \| 9,7% \| \| Ініціатива за зелену Каталонію (IC) \| 8,5% \| 6% \| \| Республіканська лівиця Каталонії (ERC) \| 16,4% \| 17,9% \| \| Громадянська партія (C's) \| 2% \| 0% \| \| Інші \| 2,9% \| 1,6% \| |         |         |
| Вибори до Парламенту Каталонії |         |         |
| Рік | 2006 р. | 2003 р. |
| Конвергенція та Єднання (CiU) | 32,3%   | 36,3%   |
| Соціалістична партія Каталонії (PSC) | 28,6%   | 28,6%   |
| Народна партія (PP) | 9,3%    | 9,7%    |
| Ініціатива за зелену Каталонію (IC) | 8,5%    | 6%      |
| Республіканська лівиця Каталонії (ERC) | 16,4%   | 17,9%   |
| Громадянська партія (C's) | 2%      | 0%      |
| Інші | 2,9%    | 1,6%    |

У муніципальних виборах у 2007 р. взяло участь 5.305 осіб (у 2003 р. - 4.799 осіб). Голоси за політичні сили розподілилися таким чином:
| \| Муніципальні вибори \| Муніципальні вибори \| Муніципальні вибори \| \| Рік \| 2007 р. \| 2003 р. \| \| -------------------------------------- \| ------------------- \| ------------------- \| \| Конвергенція та Єднання (CiU) \| 27,3% \| 44,8% \| \| Соціалістична партія Каталонії (PSC) \| 27,3% \| 18,5% \| \| Народна партія (PP) \| 7,5% \| 6,4% \| \| Ініціатива за зелену Каталонію (IC) \| 3,1% \| 6,9% \| \| Республіканська лівиця Каталонії (ERC) \| 23,9% \| 23,4% \| \| Громадянська партія (C's) \| 0% \| 0% \| \| Інші \| 11% \| 0% \| |         |         |
| Муніципальні вибори |         |         |
| Рік | 2007 р. | 2003 р. |
| Конвергенція та Єднання (CiU) | 27,3%   | 44,8%   |
| Соціалістична партія Каталонії (PSC) | 27,3%   | 18,5%   |
| Народна партія (PP) | 7,5%    | 6,4%    |
| Ініціатива за зелену Каталонію (IC) | 3,1%    | 6,9%    |
| Республіканська лівиця Каталонії (ERC) | 23,9%   | 23,4%   |
| Громадянська партія (C's) | 0%      | 0%      |
| Інші | 11%     | 0%      |